# Echipa națională de fotbal a Hong Kongului
Echipa națională de fotbal a Hong Kongului (chineză: 香港足球代表隊), reprezintă Hong Kongul în fotbalul internațional și este controlată de Asociația de Fotbal din Hong Kong. Nu s-a calificat la nici un Campionatul Mondial dar s-a calificat la trei Cupe ale Asiei.

## Meciuri internaționale
| Adversar              | M  | V  | E | Î  | GP | GÎ | G+  | Primul meci                      | Ultimul meci                            |
| --------------------- | -- | -- | - | -- | -- | -- | --- | -------------------------------- | --------------------------------------- |
| Afganistan            | 2  | 1  | 1 | 0  | 4  | 2  | 2   | 06/06/1954 (4-2) cu Manille      | 15/09/1984 (0-0) cu Guangzhou           |
| Arabia Saudită        | 3  | 0  | 0 | 3  | 1  | 6  | -5  | 29/06/1988 (0-3) cu Melbourne    | 09/10/1994 (1-2) cu Hiroshima           |
| Australia             | 7  | 3  | 0 | 4  | 5  | 12 | -7  | 29/11/1965 (1-0) cu Hong Kong    | 05/12/1980 (1-0) cu Hong Kong           |
| Bahrain               | 4  | 1  | 0 | 3  | 3  | 11 | -8  | 07/05/1993 (2-1) cu Beyrouth     | 06/01/2001 (0-4) cu Manama              |
| Bangladesh            | 3  | 2  | 1 | 0  | 5  | 2  | 3   | 04/08/1975 (9-1) cu Kuala Lumpur | 15/11/2006 (2-0) cu Hong Kong           |
| Myanmar               | 9  | 0  | 1 | 8  | 4  | 29 | -25 | 15/08/1965 (2-4) cu Kuala Lumpur | 02/12/2004 (2-2) cu Singapour           |
| Brazilia              | 1  | 0  | 0 | 1  | 1  | 7  | -6  | 09/02/2005 (1-7) cu Hong Kong    |                                         |
| Brunei                | 3  | 3  | 0 | 0  | 16 | 1  | 15  | 01/05/1975 (3-0) cu Hong Kong    | 06/04/1985 (5-1) cu Bandar Seri Begawan |
| Cambodgia             | 5  | 3  | 0 | 2  | 12 | 6  | 6   | 31/08/1957 (6-2) cu Kuala Lumpur | 07/11/1999 (1-0) cu Phnom Penh          |
| China                 | 18 | 2  | 4 | 12 | 7  | 34 | -27 | 09/05/1975 (0-1) cu Hong Kong    | 14/02/2010 (0-2) cu Tokyo               |
| Coreea de Nord        | 10 | 0  | 4 | 6  | 7  | 18 | -11 | 12/05/1975 (3-3) cu Hong Kong    | 25/08/2009 (0-0) cu Kaohsiung           |
| Coreea de Sud         | 23 | 1  | 5 | 17 | 20 | 56 | -36 | 02/05/1954 (2-2) cu Manille      | 07/02/2010 (0-5) cu Tokyo               |
| Croația               | 1  | 0  | 0 | 1  | 0  | 4  | -4  | 01/02/2006 (0-4) cu Hong Kong    |                                         |
| Danemarca             | 1  | 0  | 0 | 1  | 0  | 3  | -3  | 29/01/2006 (0-3) cu Hong Kong    |                                         |
| Emiratele Arabe Unite | 1  | 0  | 1 | 0  | 1  | 1  | 0   | 12/11/2000 (1-1) cu Abu Dhabi    |                                         |
| Estonia               | 1  | 0  | 0 | 1  | 1  | 2  | -1  | 10/12/2000 (1-2) cu Hong Kong    |                                         |
| Guam                  | 4  | 4  | 0 | 0  | 53 | 1  | 52  | 02/03/2003 (11-0) cu Hong Kong   | 27/08/2009 (12-0) cu Kaohsiung          |
| India                 | 14 | 4  | 4 | 6  | 18 | 29 | -11 | 30/05/1958 (2-5) cu Tokyo        | 04/10/2010 (1-0) cu Pune                |
| Indonezia             | 18 | 5  | 3 | 10 | 26 | 36 | -10 | 02/09/1957 (2-1) cu Kuala Lumpur | 01/06/2007 (0-3) cu Jakarta             |
| Iran                  | 4  | 0  | 0 | 4  | 0  | 9  | -9  | 10/05/1968 (0-2) cu Téhéran      | 27/05/1988 (0-2) cu Katmandou           |
| Israel                | 4  | 0  | 0 | 4  | 3  | 13 | -10 | 01/05/1956 (2-3) cu Hong Kong    | 12/05/1968 (1-6) cu Téhéran             |
| Japonia               | 22 | 5  | 5 | 12 | 16 | 38 | -22 | 28/05/1958 (2-0) cu Tokyo        | 11/02/2010 (0-3) cu Tokyo               |
| Iordania              | 2  | 0  | 1 | 1  | 1  | 3  | -2  | 10/09/1984 (1-1) cu Guangzhou    | 16/01/2001 (0-1) cu Margao              |
| Kuweit                | 7  | 0  | 1 | 6  | 4  | 18 | -14 | 02/10/1977 (1-3) cu Hong Kong    | 05/11/2004 (0-2) cu Hong Kong           |
| Laos                  | 2  | 2  | 0 | 0  | 9  | 3  | 6   | 16/11/1970 (4-2) cu Bangkok      | 25/03/2003 (5-1) cu Hong Kong           |
| Liban                 | 2  | 0  | 1 | 1  | 3  | 4  | -1  | 09/05/1993 (2-2) cu Beyrouth     | 09/06/1993 (1-2) cu Séoul               |
| Macao                 | 12 | 10 | 2 | 0  | 34 | 5  | 29  | 17/06/1984 (3-0) cu Macau        | 10/10/2010 (4-0) cu Kaohsiung           |
| Malaysia              | 22 | 7  | 4 | 11 | 29 | 37 | -8  | 04/09/1957 (3-3) cu Kuala Lumpur | 09/02/2011 (0-2) cu Kuala Lumpur        |
| Maroc                 | 1  | 0  | 1 | 0  | 0  | 0  | 0   | 25/07/1982 (0-0) cu Pékin        |                                         |
| Mauritius             | 1  | 1  | 0 | 0  | 4  | 3  | 1   | 12/10/1999 (4-3) cu Hong Kong    |                                         |
| Mongolia              | 2  | 2  | 0 | 0  | 16 | 0  | 16  | 28/02/2003 (10-0) cu Hong Kong   | 05/03/2003 (6-0) cu Taipei              |
| Nepal                 | 2  | 0  | 1 | 1  | 2  | 4  | -2  | 04/06/1986 (2-4) cu Katmandou    | 25/05/1988 (0-0) cu Katmandou           |
| Oman                  | 1  | 30 | 0 | 1  | 0  | 6  | -6  | 30/11/1998 (0-6) cu Bangkok      |                                         |
| Uzbekistan            | 5  | 0  | 2 | 3  | 3  | 8  | -5  | 05/10/1994 (0-1) cu Hiroshima    | 06/09/2006 (0-0) cu Hong Kong           |
| Palestina             | 2  | 0  | 1 | 1  | 1  | 2  | -1  | 04/03/2001 (1-1) cu Hong Kong    | 20/03/2001 (0-1) cu Doha                |
| Paraguay              | 1  | 0  | 0 | 1  | 0  | 7  | -7  | 17/11/2010 (0-7) cu Hong Kong    |                                         |
| Filipine              | 5  | 5  | 0 | 0  | 25 | 4  | 21  | 25/05/1958 (4-1) cu Tokyo        | 09/10/2010 (4-2) cu Kaohsiung           |
| Qatar                 | 5  | 0  | 0 | 5  | 0  | 11 | -11 | 12/09/1984 (0-1) cu Guangzhou    | 11/10/2006 (0-2) cu Doha                |
| Serbia                | 1  | 0  | 0 | 1  | 1  | 2  | -1  | 02/12/1961 (1-2) cu Hong Kong    |                                         |
| Singapore             | 18 | 8  | 5 | 5  | 29 | 23 | 6   | 03/09/1958 (3-0) cu Kuala Lumpur | 12/08/2006 (1-2) cu Hong Kong           |
| Sri Lanka             | 1  | 1  | 0 | 0  | 5  | 0  | 5   | 16/01/1979 (5-0) cu Bangkok      |                                         |
| Suedia                | 1  | 0  | 0 | 1  | 1  | 2  | -3  | 12/05/2007 (1-2) cu Hong Kong    |                                         |
| Siria                 | 1  | 0  | 0 | 1  | 0  | 2  | -2  | 03/06/1988 (0-2) cu Katmandou    |                                         |
| Tadjikistan           | 2  | 0  | 1 | 1  | 0  | 1  | -1  | 06/11/2003 (0-0) cu Tashkent     | 21/11/2003 (0-1) cu Bangkok             |
| Taipeiul Chinez       | 8  | 3  | 4 | 1  | 16 | 7  | 9   | 25/08/1967 (2-4) cu Kuala Lumpur | 12/10/2010 (1-1) cu Kaohsiung           |
| Thailanda             | 24 | 11 | 6 | 7  | 33 | 37 | -4  | 06/08/1961 (2-1) cu Kuala Lumpur | 17/11/2003 (0-4) cu Bangkok             |
| Timorul de Est        | 2  | 2  | 0 | 0  | 11 | 3  | 8   | 21/10/2007 (3-2) cu Gianyar      | 28/10/2007 (8-1) cu Hong Kong           |
| Turkmenistan          | 2  | 0  | 1 | 1  | 0  | 3  | -3  | 10/11/2007 (0-0) cu Hong Kong    | 18/11/2007 (0-3) cu Ashgabat            |
| Vietnam               | 17 | 10 | 2 | 5  | 27 | 27 | 1   | 09/09/1956 (2-2) cu Hong Kong    | 19/11/1998 (1-1) cu Hong Kong           |
| Yemen                 | 3  | 1  | 1 | 1  | 2  | 1  | 1   | 27/09/1990 (2-0) cu Pékin        | 03/03/2010 (0-0) cu Hong Kong           |

## Participări
| Campionatul Mondial de Fotbal | Campionatul Mondial de Fotbal | Campionatul Mondial de Fotbal | Campionatul Mondial de Fotbal | Campionatul Mondial de Fotbal | Campionatul Mondial de Fotbal | Campionatul Mondial de Fotbal | Campionatul Mondial de Fotbal | Campionatul Mondial de Fotbal |
| An                            | Rezultat                      | Loc                           | M                             | V                             | E                             | Î                             | GP                            | GÎ                            |
| ----------------------------- | ----------------------------- | ----------------------------- | ----------------------------- | ----------------------------- | ----------------------------- | ----------------------------- | ----------------------------- | ----------------------------- |
| 1930 to 1970                  | nu a participat               | -                             | -                             | -                             | -                             | -                             | -                             | -                             |
| 1974 to 2010                  | nu s-a calificat              | -                             | -                             | -                             | -                             | -                             | -                             | -                             |
| 2014                          | ?                             | -                             | -                             | -                             | -                             | -                             | -                             | -                             |
| 2018                          | ?                             | -                             | -                             | -                             | -                             | -                             | -                             | -                             |
| 2022                          | ?                             | -                             | -                             | -                             | -                             | -                             | -                             | -                             |
| Total                         | -                             | nu s-a calificat              | 0                             | 0                             | 0                             | 0                             | 0                             | 0                             |

| Cupa Confederațiilor FIFA | Cupa Confederațiilor FIFA | Cupa Confederațiilor FIFA | Cupa Confederațiilor FIFA | Cupa Confederațiilor FIFA | Cupa Confederațiilor FIFA | Cupa Confederațiilor FIFA | Cupa Confederațiilor FIFA | Cupa Confederațiilor FIFA |
| An                        | Rezultat                  | Loc                       | M                         | V                         | E                         | Î                         | GP                        | GÎ                        |
| ------------------------- | ------------------------- | ------------------------- | ------------------------- | ------------------------- | ------------------------- | ------------------------- | ------------------------- | ------------------------- |
| 1992 până în 2013         | nu a participat           | -                         | -                         | -                         | -                         | -                         | -                         | -                         |
| Total                     | -                         | nu s-a calificat          | 0                         | 0                         | 0                         | 0                         | 0                         | 0                         |

### Cupa Asiei AFC
| Cupa Asiei AFC    | Cupa Asiei AFC   | Cupa Asiei AFC | Cupa Asiei AFC | Cupa Asiei AFC | Cupa Asiei AFC | Cupa Asiei AFC | Cupa Asiei AFC | Cupa Asiei AFC |
| An                | Rezultat         | Loc            | M              | V              | E              | Î              | GP             | GÎ             |
| ----------------- | ---------------- | -------------- | -------------- | -------------- | -------------- | -------------- | -------------- | -------------- |
| 1956              | Locul trei       | 3              | 3              | 0              | 2              | 1              | 6              | 7              |
| 1960              | nu s-a calificat | -              | -              | -              | -              | -              | -              | -              |
| 1964              | Locul patru      | 4              | 3              | 0              | 0              | 3              | 1              | 5              |
| 1968              | Locul cinci      | 5              | 4              | 0              | 1              | 3              | 2              | 11             |
| 1972 până în 2011 | nu s-a calificat | -              | -              | -              | -              | -              | -              | -              |
| 2015              | ?                | -              | -              | -              | -              | -              | -              | -              |
| Total             | -                | Locul trei     | 10             | 0              | 3              | 7              | 3              | 21             |

| Meciuri la Cupa Asiei | Meciuri la Cupa Asiei | Meciuri la Cupa Asiei            | Meciuri la Cupa Asiei |
| An                    | Runde                 | Scor                             | Rezultat              |
| --------------------- | --------------------- | -------------------------------- | --------------------- |
| 1956                  | Finale                | Hong Kong 2 – 3 Israel           | Înfrângere            |
| 1956                  | Finale                | Hong Kong 2 – 2 Coreea de Sud    | Egal                  |
| 1956                  | Finale                | Hong Kong 2 – 2 Vietnamul de Sud | Egal                  |
| 1964                  | Finale                | Hong Kong 0 – 1 Israel           | Înfrângere            |
| 1964                  | Finale                | Hong Kong 0 – 1 Coreea de Sud    | Înfrângere            |
| 1964                  | Finale                | Hong Kong 1 – 3 India            | Egal                  |
| 1968                  | Finale                | Hong Kong 0 – 2 Iran             | Înfrângere            |
| 1968                  | Finale                | Hong Kong 1 – 6 Israel           | Înfrângere            |
| 1968                  | Finale                | Hong Kong 1 – 1 Taiwan           | Egal                  |
| 1968                  | Finale                | Hong Kong 0 – 2 Birmania         | Înfrângere            |

### Campionatul de fotbal al Asiei de Est
| Campionatul de fotbal al Asiei de Est | Campionatul de fotbal al Asiei de Est | Campionatul de fotbal al Asiei de Est | Campionatul de fotbal al Asiei de Est | Campionatul de fotbal al Asiei de Est | Campionatul de fotbal al Asiei de Est | Campionatul de fotbal al Asiei de Est | Campionatul de fotbal al Asiei de Est | Campionatul de fotbal al Asiei de Est |
| An                                    | Rezultat                              | Loc                                   | M                                     | V                                     | E                                     | Î                                     | GP                                    | GÎ                                    |
| ------------------------------------- | ------------------------------------- | ------------------------------------- | ------------------------------------- | ------------------------------------- | ------------------------------------- | ------------------------------------- | ------------------------------------- | ------------------------------------- |
| 1990 până în 1992                     | nu a participat                       | -                                     | -                                     | -                                     | -                                     | -                                     | -                                     | -                                     |
| 1995                                  | Locul trei                            | 3                                     | 4                                     | 1                                     | 1                                     | 2                                     | 3                                     | 2                                     |
| 1998                                  | Locul patru                           | 4                                     | 3                                     | 0                                     | 0                                     | 3                                     | 1                                     | 7                                     |
| 2003                                  | Locul patru                           | 4                                     | 3                                     | 0                                     | 0                                     | 3                                     | 2                                     | 7                                     |
| 2005 până în 2008                     | nu s-a calificat                      | -                                     | -                                     | -                                     | -                                     | -                                     | -                                     | -                                     |
| 2010                                  | Locul patru                           | 4                                     | 3                                     | 0                                     | 0                                     | 3                                     | 0                                     | 10                                    |
| 2013                                  | ?                                     | -                                     | -                                     | -                                     | -                                     | -                                     | -                                     | -                                     |
| Total                                 | -                                     | Locul trei (1)                        | 10                                    | 1                                     | 1                                     | 11                                    | 7                                     | 26                                    |

| Meciurile de Fotbal din Asia de Est | Meciurile de Fotbal din Asia de Est | Meciurile de Fotbal din Asia de Est | Meciurile de Fotbal din Asia de Est |
| An                                  | Rundă                               | Score                               | Rezultat                            |
| ----------------------------------- | ----------------------------------- | ----------------------------------- | ----------------------------------- |
| 1995                                | Grupe                               | Hong Kong 0 – 3 Japonia             | Înfrângere                          |
| 1995                                | Grupe                               | Hong Kong 0 – 0 China               | Egal                                |
| 1995                                | Grupe                               | Hong Kong 2 – 3 Coreea de Sud       | Înfrângere                          |
| 1995                                | Meciu pentru locul 3                | Hong Kong 4 – 2 China               | Victorie                            |
| 1998                                | Finale                              | Hong Kong 0 – 1 China               | Înfrângere                          |
| 1998                                | Finale                              | Hong Kong 1 – 5 Japonia             | Înfrângere                          |
| 1998                                | Finale                              | Hong Kong 0 – 1 Coreea de Sud       | Înfrângere                          |
| 2003                                | Finale                              | Hong Kong 1 – 3 Coreea de Sud       | Înfrângere                          |
| 2003                                | Finale                              | Hong Kong 0 – 1 Japonia             | Înfrângere                          |
| 2003                                | Finale                              | Hong Kong 1 – 3 China               | Înfrângere                          |
| 2010                                | Finale                              | Hong Kong 0 – 5 Coreea de Sud       | Înfrângere                          |
| 2010                                | Finale                              | Hong Kong 0 – 3 Japonia             | Înfrângere                          |
| 2010                                | Finale                              | Hong Kong 0 – 2 China               | Înfrângere                          |

## Antrenori
| Nume                       | Ani la națională | Meciuri | Victorii | Egaluri | Înfrângeri | V %   | Pct. pe meci |
| -------------------------- | ---------------- | ------- | -------- | ------- | ---------- | ----- | ------------ |
| Tom Sneddon                | 1954–1956        | 6       | 1        | 4       | 1          | 16.7  | 1.17         |
| Lai Shiu Wing              | 1958–1967        | 43      | 16       | 6       | 21         | 37.2  | 1.26         |
| Fei Chun Wah               | 1964             | 5       | 0        | 1       | 4          | 00.0  | 0.20         |
| Chu Wing Keung             | 1967             | 2       | 0        | 0       | 2          | 0.00  | 0.00         |
| Tang Sum                   | 1968             | 5       | 0        | 1       | 4          | 00.0  | 0.20         |
| Lau Tim                    | 1968             | 5       | 0        | 3       | 2          | 00.0  | 0.60         |
| Hui King Shing             | 1969–1970        | 3       | 0        | 1       | 2          | 00.0  | 0.33         |
| Chan Fai Hung              | 1970–1972        | 23      | 7        | 3       | 13         | 30.4  | 1.04         |
| Ho Ying Fun                | 1973–1975        | 23      | 9        | 6       | 8          | 39.1  | 1.43         |
| Franz van Balkom           | 1976–1977        | 21      | 7        | 2       | 12         | 33.3  | 1.10         |
| Chan Yong Chong            | 1978–1979        | 7       | 4        | 1       | 2          | 57.1  | 1.86         |
| Peter McParland            | 1980             | 4       | 1        | 0       | 3          | 25.0  | 0.75         |
| George Knobel              | 1980             | 6       | 1        | 2       | 3          | 16.7  | 0.83         |
| Lo Tak Kuen (interimar)    | 1981             | 1       | 1        | 0       | 0          | 100.0 | 3.00         |
| Kwok Ka Ming               | 1982–1990 1997   | 47      | 16       | 11      | 20         | 34.0  | 1.26         |
| Wong Man Wai               | 1985 1988 1992   | 6       | 2        | 3       | 1          | 33.3  | 1.50         |
| Chan Hung Ping             | 1993 1999–2000   | 17      | 5        | 3       | 9          | 29.4  | 1.06         |
| Khoo Luan Khen             | 1994–1995        | 9       | 1        | 2       | 6          | 11.1  | 0.56         |
| Tsang Wai Chung            | 1996             | 3       | 2        | 0       | 1          | 75.0  | 2.25         |
| Sebastian Araujo           | 1998             | 6       | 0        | 1       | 5          | 00.0  | 0.17         |
| Arie van der Zouwen        | 2000–2001        | 12      | 3        | 1       | 8          | 25.0  | 0.83         |
| Casemiro Mior              | 2002             | 1       | 0        | 1       | 0          | 00.0  | 1.00         |
| Lai Sun Cheung             | 2003–2007 2007   | 45      | 15       | 9       | 21         | 33.3  | 1.20         |
| Lee Kin Wo                 | 2007             | 5       | 2        | 1       | 2          | 40.0  | 1.20         |
| Dejan Antonić Goran Paulić | 2008–2009        | 4       | 2        | 0       | 2          | 50.0  | 1.50         |
| Kim Pan-Gon                | 2009 2010        | 8       | 2        | 1       | 5          | 25.0  | 0.29         |
| Liu Chun Fai (interimar)   | 2010             | 1       | 0        | 0       | 1          | 0.0   | 0.00         |
| Tsang Wai Chung            | 2010             | 3       | 1        | 0       | 2          | 0.0   | 1.50         |
| Total                      | Total            | 323     | 99       | 64      | 160        | 30.8  | 1.12         |